# Cerapachys brevis
Cerapachys brevis är en myrart som först beskrevs av Clark 1924.  Cerapachys brevis ingår i släktet Cerapachys och familjen myror. Inga underarter finns listade.

## Bildgalleri

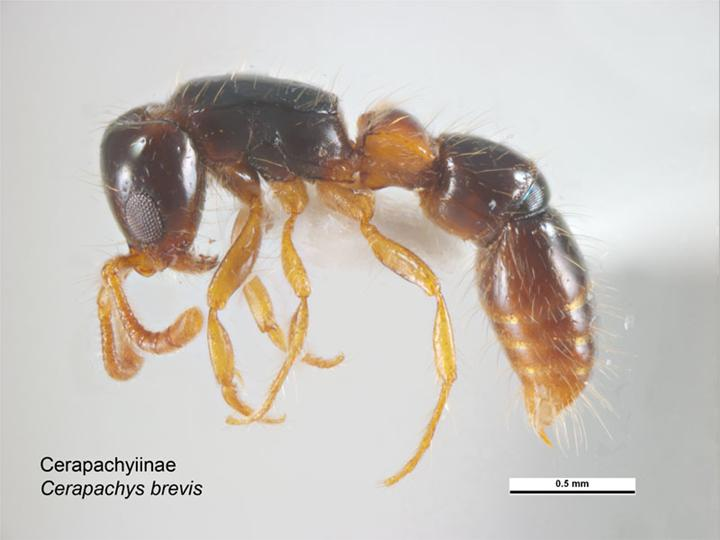